# Амблар
Амблар (итал. Amblar) — упраздённая коммуна в Италии, расположена в автономной области Трентино-Альто-Адидже, в провинции Тренто. Ныне является фракцией коммуны Амблар-Дон.
Население коммуны, на 31.12.2015 года, составляло 247 человек, плотность населения ─ 16,63 чел./км². Коммуна занимала площадь 14,85 км². Почтовый индекс — 38011. Телефонный код — 0463.
Покровителем коммуны почитается святой Вигилий из Тренто, празднование 26 июня.

## История
Муниципалитет Амблар был упразднён 1 января 2016 года, с целью создания новой коммуны Амблар-Дон. Она была создана путём объединения соседних коммун Амблар и Дон.

## Климат
Согласно климатической классификации итальянских муниципалитетов, Амблар входит в климатическую зону F, количество градусо-дней составляет 3920.

## Демография
Название жителей коммуны ─ амбларези.
Динамика населения